# Purwoharjo (Puring)
Purwoharjo is een bestuurslaag in het regentschap Kebumen van de provincie Midden-Java, Indonesië. Purwoharjo telt 1222 inwoners (volkstelling 2010).